# Синхронне плавання на Чемпіонаті світу з водних видів спорту 2015 — дует, технічна програма
Змагання з синхронного плавання в технічній програмі дуетів на Чемпіонаті світу з водних видів спорту 2015 відбулись 26 липня 2015 року.

## Результати
Попередній раунд відбувся о 09:00. Фінал відбувся о 17:30.
Зелений позначає фіналістів
| Місце | Країна          | Плавчині                                | Попередній раунд | Попередній раунд | Фінал   | Фінал |
| Місце | Країна          | Плавчині                                | Очки             | Місце            | Очки    | Місце |
| ----- | --------------- | --------------------------------------- | ---------------- | ---------------- | ------- | ----- |
| 1     | Росія           | Наталія Іщенко Світлана Ромашина        | 94.5715          | 1                | 95.4672 | 1     |
| 2     | Китай           | Хуан Сюечень Сунь Веньянь               | 92.2791          | 2                | 93.3279 | 2     |
| 3     | Японія          | Юкіко Інуі Рісако Міцуї                 | 90.3504          | 3                | 92.0079 | 3     |
| 4     | Україна         | Лоліта Ананасова Анна Волошина          | 90.2596          | 4                | 91.6770 | 4     |
| 5     | Іспанія         | Клара Камачо Она Карбонелл              | 89.3526          | 5                | 90.0157 | 5     |
| 6     | Канада          | Жаклін Сімоно Карін Томас               | 87.6537          | 6                | 89.4176 | 6     |
| 7     | Італія          | Лінда Черруті Констанца Ферро           | 87.6477          | 7                | 87.5775 | 7     |
| 8     | Греція          | Евангелія Коутіді Євангелія Платаніоті  | 84.1564          | 9                | 85.3878 | 8     |
| 9     | Франція         | Лаура Оже Марго Кретьєн                 | 84.9664          | 8                | 84.7751 | 9     |
| 10    | Мексика         | Карем Ачач Нурія Діосгадо Гарсія        | 83.1534          | 10               | 83.8304 | 10    |
| 11    | Австрія         | Анна-Марія Александрі Ейріні Александрі | 82.3507          | 12               | 83.5146 | 11    |
| 12    | США             | Аніта Альварес Марія Корольова          | 83.0493          | 11               | 83.5089 | 12    |
| 13    | Північна Корея  | Кан Ун-ха Кім ун-а                      | 82.0469          | 13               |         |       |
| 14    | Бразилія        | Луїса Боржес Дуда Міккусі               | 81.7065          | 14               |         |       |
| 15    | Казахстан       | Олександра Неміч Катерина Неміч         | 80.9472          | 15               |         |       |
| 16    | Чехія           | Сона Бернардова Альжбета Дуфкова        | 80.6425          | 16               |         |       |
| 17    | Швейцарія       | Софі Гігер Саша Краус                   | 80.1645          | 17               |         |       |
| 18    | Аргентина       | Етель Санчес Софія Санчес               | 79.8065          | 18               |         |       |
| 19    | Білорусь        | Ірина Лиманівська Вероніка Єсіпович     | 79.1333          | 19               |         |       |
| 20    | Ізраїль         | Анастасія Глушков Євгенія Тетельбаум    | 79.0927          | 20               |         |       |
| 21    | Словаччина      | Нада Даабусова Яна Лабатова             | 77.9122          | 21               |         |       |
| 22    | Колумбія        | Естефанія Альварес Моніка Арано         | 77.9068          | 22               |         |       |
| 23    | Єгипет          | Самія Ахмед Дара Хассаніен              | 75.1661          | 23               |         |       |
| 24    | Велика Британія | Джоді Кові Дженев'єв Ренделл            | 74.6512          | 24               |         |       |
| 25    | Узбекистан      | Юлія Кім Анастасія Рузметова            | 73.9526          | 25               |         |       |
| 26    | Туреччина       | Дефне Бакирчи Місра Гюндеш              | 72.7531          | 26               |         |       |
| 27    | Чилі            | Келлі Коблер Наталі Любашер             | 72.2984          | 27               |         |       |
| 28    | Австралія       | Б'янка Хеммет Нікіта Пабло              | 72.0011          | 28               |         |       |
| 29    | Сінгапур        | Стефані Чен Мей Ці Деббі Сон Лі Фей     | 71.6715          | 29               |         |       |
| 30    | Аруба           | Аноук Еман Kyra Hoevertsz               | 71.2453          | 30               |         |       |
| 31    | Болгарія        | Даніела Бозаджиєва Хрістіна Дам'янова   | 71.1065          | 31               |         |       |
| 32    | Венесуела       | Оріана Гарільйо Грейсі Гомес            | 71.0905          | 32               |         |       |
| 33    | Південна Корея  | Ум Джі-ван Вон Джі-су                   | 69.4136          | 33               |         |       |
| 34    | Португалія      | Ана Баптіста Марія Кірога               | 68.6962          | 34               |         |       |
| 35    | Коста-Рика      | Фіорелла Кальво Наталія Дженкінс        | 68.2496          | 35               |         |       |
| 36    | Гонконг         | Чо Ман Ї Нора Мішель Хой Тін Лау        | 65.7396          | 36               |         |       |
| 37    | ПАР             | Емма Маннерс-Вуд Лаура Страгнелл        | 65.3539          | 37               |         |       |
| 38    | Куба            | Крісті Альфонсо Мелісса Алонсо          | 64.8561          | 38               |         |       |